# Accident de Tretten
L'accident ferroviaire de Tretten (Tretten-ulykke en norvégien) est une collision meurtrière entre deux trains de voyageurs qui a eu lieu le samedi 22 février 1975 à un kilomètre au nord de la gare de Tretten, en Norvège. Avec 27 morts et 25 blessés, il s'agit du plus grave accident ferroviaire qu'ait connu la Norvège en temps de paix.

## Déroulement
Le samedi 22 février 1975, le train El1483 n°351 en provenance d'Oslo passe la gare de Tretten sans s'y arrêter alors que celle-ci sert d'évitement car la ligne de Dovre sur laquelle a lieu l'accident est une ligne à voie unique.
Le train El142197 no 404 en provenance de la gare centrale de Trondheim s'approche de la gare de Tretten. À 13 h 45, les deux trains s'aperçoivent alors qu'ils sont à 200 m l'un de l'autre et bien qu'ils aient actionné les freins, les deux trains entrent en collision.
Le croisement des trains, en temps normal, aurait dû se faire en gare de Fåvang mais comme le train en provenance d'Oslo avait 35 min de retard, le croisement des deux trains aurait dû se faire plus tôt et parmi les différentes possibilités ce fut la gare de Tretten qui fut choisi comme lieu de croisement,,.

## Causes
Une enquête a été menée : le train en provenance d'Oslo et qui avait 35 min de retard n'a pas attendu en gare de Tretten et serait passé au rouge. Il a été évoqué des problèmes techniques au niveau des feux qui pendant un instant, à la suite d'un concours de circonstance, se seraient mis quelques secondes au vert. Le directeur de la Jernbaneverket, Svein Horrisland, qualifiant ces allégations de «spéculations» car de nombreux tests ont été réalisés montrant que les feux fonctionnaient correctement.

## Victimes
Les deux trains transportaient environ 800 personnes. L'accident a fait 27 morts — 26 Norvégiens et un Américain — dont 7 enfants, et 25 blessés. Les conducteurs des locomotives ont pu sauter des trains avant la collision.

## Conséquences
La commission des accidents de la NSB et la police ont conclu que le train en provenance d'Oslo ne s'était pas arrêté au feu rouge et des accusations menant à un procès ont été portées contre le conducteur. La Commission des accidents n'aurait cependant pas examiné les causes sous-jacentes possibles de l'accident.
La défense a toutefois réussi à ce qu'une Commission indépendante soit mise en place afin de détecter d'éventuelles failles techniques au niveau de la sécurité de la gare de Tretten.  La commission a été moins catégorique dans ses conclusions que la commission des accidents de la NSB.
L'affaire contre le conducteur du train en provenance de Trondheim a été classée, tandis que l'affaire contre le conducteur du train en provenance d'Oslo s'est terminée par un acquittement.
La Commission des accidents de la NSB a conclu que la seule façon d'empêcher un train de rouler malgré le rouge était d'introduire un système qui obligerait automatiquement un train à ralentir s'il passait un signal d'arrêt.

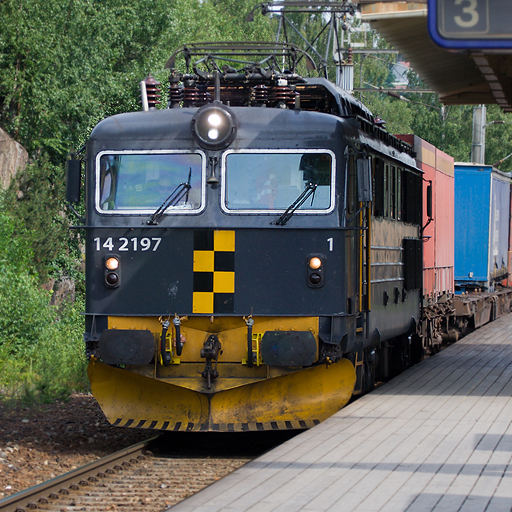
L'une des deux locomotives a pu être réparée et roulait encore en 2006.
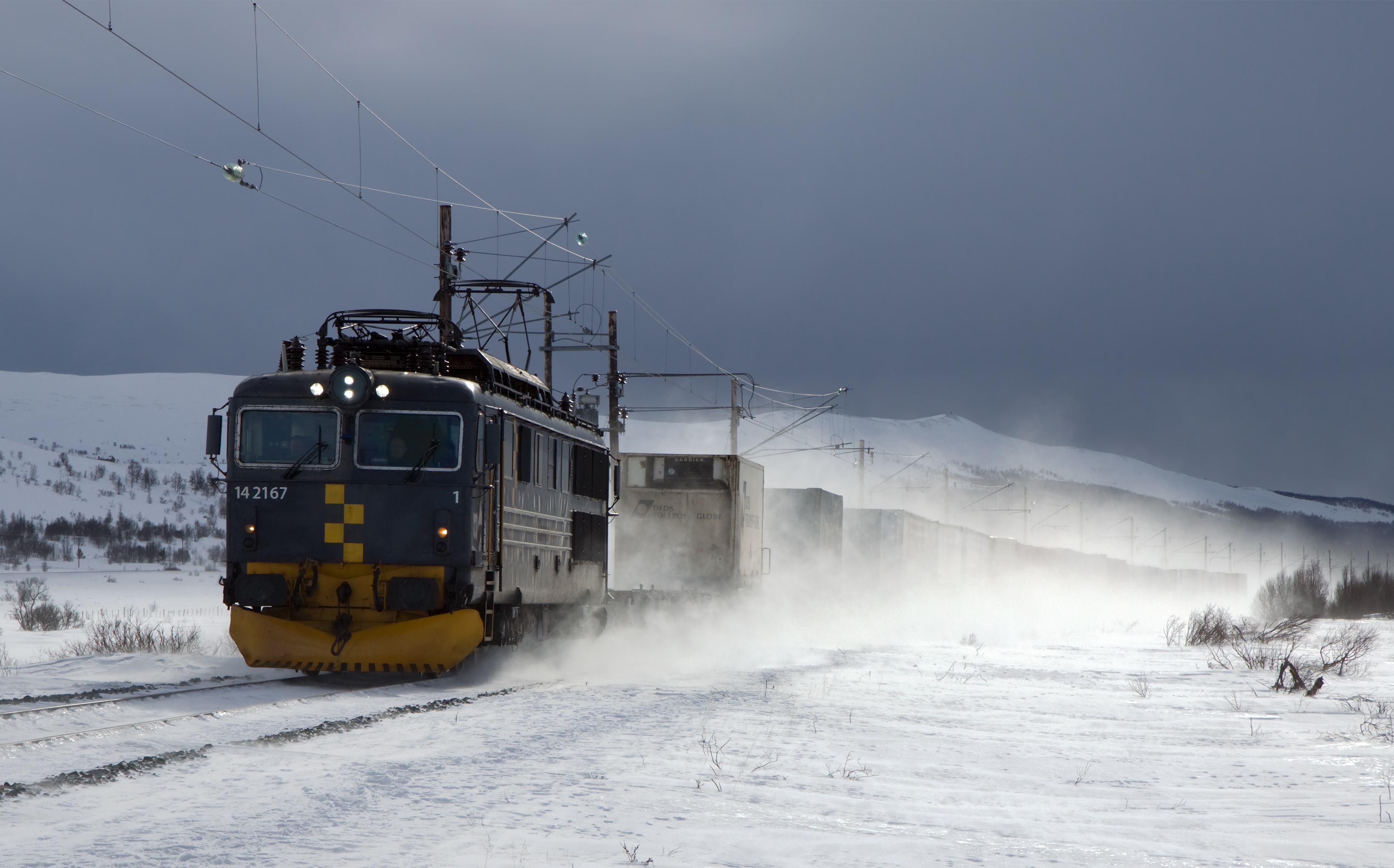
Une locomotive El 14 roulant sur la Dovrebanen en plein hiver.